# Institutor
Institutor a reprezentat în vechea formă de organizare a învățământului, un profesionist din învățământul elementar superior ca grad învățătorului. Cel mai adesea un institutor preda la o școală primară urbană. În Franța, acest termen a înlocuit pe acela de „maître d´école” după 1792.
Actual în România, termenul definește o funcție în învățământul primar ocupată fie de către un absolvent al unui colegiu universitar pedagogic, fie de unul al unui liceu pedagogic (ori al unei școli echivalente), dar care a absolvit o instituție de învățământ superior și a urmat de un curs specific în domeniul psihopedagogic și metodic.